# Kuns Spitzmausbeutelratte

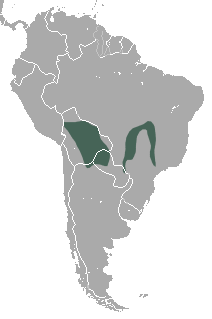
Verbreitungsgebiet (grün)

Kuns Spitzmausbeutelratte (Monodelphis kunsi), auch Zwerg-Spitzmausbeutelratte genannt, ist eine Beutelrattenart die südlich des Amazonasbeckens vom bolivianischen Tiefland und den Norden von Argentinien (Provinz Salta) bis in den Norden von Paraguay und Zentralbrasilien weit verbreitet ist. Es ist unklar, ob es sich bei Kuns Spitzmausbeutelratte um eine einzelne Art oder um einen Komplex mehrerer, sehr nahe verwandter Arten handelt.

## Beschreibung
Die Kopfrumpflänge der Art liegt zwischen 6,2 und 10,2 cm, der Schwanz ist 3,6 bis 4,5 cm lang und das Gewicht liegt bei 7,5 bis 30 g. Der Schwanz ist damit nur halb so lang wie Kopf und Rumpf zusammen. Kuns Spitzmausbeutelratte ist nach der Chaco-Beutelratte (Chacodelphys formosa) die kleinste Beutelrattenart. Kopfoberseite und Rücken sind einfarbig rotbraun gefärbt. Ein dunkler Mittelstreifen auf dem Rücken sowie dunkle Augenringe sind nicht vorhanden. Das Bauchfell ist rosig mit weißlichen Stellen. Kehle und Brust sind orange. Die Haarlänge beträgt nur 3 mm auf dem Rücken und 2 mm auf der Unterseite. Die Ohren sind kurz und rund. Der Schwanz ist zweifarbig, oben dunkel und unten hell. Wie wahrscheinlich alle Spitzmausbeutelratten haben die Weibchen keinen Beutel. Die Anzahl der Zitzen ist nicht bekannt. Der Karyotyp von Kuns Spitzmausbeutelratte ist 2n=18,FN=30.

## Lebensweise
Kuns Spitzmausbeutelratte kommt in Regenwäldern, in der brasilianischen Cerrado, in den bolivianischen Yungas, in den Trockenwäldern des Gran Chaco und auf landwirtschaftlichen Nutzflächen in Höhen von 200 bis 1700 Metern über dem Meeresspiegel vor. Über die Lebensweise, das Verhalten, die Ernährung, die Aktivitätsmuster und die Fortpflanzung der Tiere ist kaum etwas bekannt. Da die bisher gefangenen Exemplare in auf den Boden platzierten Fallen und zwischen 8:30 und 16:30 Uhr gefangen wurden, nimmt man an, dass sie tagaktiv und terrestrisch (bodenbewohnend) sind. Zu den in einer Savanne des südöstlichen Brasilien nachgewiesenen Fressfeinden von Kuns-Spitzmausbeutelratte gehören der Mähnenwolf (Chrysocyon brachyurus), die Schleiereule (Tyto alba) und der Kaninchenkauz (Athene cunicularia).

## Status
Aufgrund ihres großen Verbreitungsgebietes und ihrer Anpassungsfähigkeit wird Kuns Spitzmausbeutelratte von der IUCN als ungefährdet (Least Concern) eingeschätzt.

## Belege
1. 1 2 3 4  Diego Astúa: Family Didelphidae (Opossums). in Don E. Wilson, Russell A. Mittermeier: Handbook of the Mammals of the World – Volume 5. Monotremes and Marsupials. Lynx Editions, 2015, ISBN 978-84-96553-99-6, S. 149.
2. ↑  Adriana De Arruda Bueno und José Carlos Motta-Junior. Behavioural and Morphological Strategies by Small Savannah Rodents to Avoid Predation. Mammalian Biology – Zeitschrift Für Säugetierkunde, 80.5 (2015): 401-08.
3. ↑  Monodelphis kunsi in der Roten Liste gefährdeter Arten der IUCN 2015. Eingestellt von: Solari, S., Vilela, J. & Tarifa, T., 2015. Abgerufen am 16. Januar 2020.